# Würzmischung
Würzmischungen, auch Streuwürzen, sind nach dem Deutschen Lebensmittelbuch „feste oder flüssige Erzeugnisse, die überwiegend aus Geschmacksverstärkern, Speisesalz, verkehrsüblichen Zuckerarten oder anderen Trägerstoffen bestehen“. Diese Industrieerzeugnisse können zusätzlich Würzen, Hefe, Gemüse, Pilze, Gewürze, Kräuter sowie Extrakte aus diesen Produkten enthalten. Mit Streuwürzen werden streufähige Würzmischungen bezeichnet.
Würzmischungen und Streuwürzen werden im Handel entweder nach ihrer Art, z. B. Curry-Würzer, oder nach ihrem Verwendungszweck bezeichnet, z. B. Grillwürzer, Würzmischung für Spaghetti. Beispiele für bekannte Handelsmarken sind Aromat (Knorr), Fondor (Maggi), Mirador (Migros) oder Vegeta.
Die kreolische Küche ist für ihre Jerk-Würzmischungen bekannt.